# Права (линија)
Права линија (права) је један од основних геометријских појмова, чија се индиректна (посредна) дефиниција даје у аксиоматској изградњи курса геометрије. Права линија Еуклидове равни се може дефинисати као геометријско место тачака чије Декартове координате (или афине) задовољавају једначину: {\displaystyle ax+by+c=0}, где бројеви {\displaystyle a,b,c} нису истовремено сви једнаки нули. Немачки научник Г. Лајбниц је праву линију дефинисао као линију која дели раван на два конгруентна дела, међутим под ову дефиницију потпадају и друге линије - на пример, синусоида и свака правилна изломљена линија чија су свака два сегмента на прескок - паралелна.
Појам линије или праве линије увели су антички математичари да би представили равне објекте (тј. објекте без закривљености) са занемаривом ширином и дубином. Линије су идеализација таквих објеката. Све до 17. века, линије су биле дефинисане као „[…] прва врста количине која има само једну димензију, наиме дужину, без икакве ширине и дубине, и није ништа друго до ток или проток тачке која […] ће отићи из свог замишљеног померања неког остатака дужине, изузимајући било коју ширину. […] Права линија је она која је подједнако дугачка између својих тачака.”
Еуклид је описао линију као „дужину без ширине” која „лежи једнако у односу на тачке на себи”; он је увео неколико постулата као основна недоказива својства из којих је конструисао сву геометрију, која се данас назива Еуклидова геометрија да би се избегла пометња са другим геометријама које су уведене од краја 19. века (попут нееуклидске, пројективне и афине геометрије ).
У модерној математици, с обзиром на мноштво геометрија, концепт линије је уско повезан са начином на који је геометрија описана. На примјер, у аналитичкој геометрији, линија у равни је често дефинисана као скуп тачака чије координате задовољавају дату линеарну једначину, док у апстрактнијим поставкама, попут геометрије инцидентности, линија може бити независни објект, различит од скуп тачака које леже на њему.
Када је геометрија описана скупом аксиома, појам линије се обично оставља недефинисаним (такозвани примитивни објект). Својства линија затим се одређују аксиомима који се односе на њих. Једна предност овог приступа је флексибилност коју он даје корисницима геометрије. Стога се у диференцијалној геометрији линија може тумачити као геодезик (најкраћи пут између тачака), док је у неким пројективним геометријама линија дводимензионални векторски простор (све линеарне комбинације два независна вектора). Ова флексибилност се протеже и изван математике и, на пример, омогућава физичарима да размишљају о путањи светлосног зрака као о линији.

## Аналитичке дефиниције
Права се у правоугаоном координатном систему може задати на један од три начина:
- Помоћу одсечка b на ординати и угла {\displaystyle \alpha } који гради права са позитивним правцем апсцисе.

Једначина праве је {\displaystyle y=mx+b\,}, где је {\displaystyle m=\tan \alpha \,} и често се зове општа једначина праве. Обично се код овакве једначине {\displaystyle m} зове коефицијент правца, а {\displaystyle b} је одсечак ординате.
- Помоћу одсечака b и c које права одсеца на координатним осама.

Једначина праве где је {\displaystyle {\frac {y}{b}}+{\frac {x}{c}}=1} се зове сегментска.
- Помоћу њеног одстојања до координатног почетка p и угла {\displaystyle \omega } који гради то одстојање са позитивном страном апсцисе.

Нормална једначина праве се зове једначина облика {\displaystyle y\sin \omega +x\cos \omega -p=0\,}

## Античке дефиниције

#### Еуклидови Елементи, књига I
Дефиниција 2Линија је дужина без ширине
Дефиниција 3Крајеви линије су тачке
Дефиниција 4Права линија је она, која за тачке на њој подједнако лежи

#### Архимед, О лопти и ваљку, књига I
Аксиома 1Од свих линија са истим крајевима права линија је најкраћа.

## Права у три и вишедимензионалном простору
Права у простору {\displaystyle R^{n}} се дефинише као скуп тачака (уређених n-торки) {\displaystyle a=(a_{1},\dots ,a_{n})} које задовољавају једначину:

{\displaystyle a=P+\lambda {\overrightarrow {v}}}, где су:

- {\displaystyle P=(p_{1},\dots ,p_{n})\in R^{n}} - произвољна тачка праве.
- {\displaystyle {\overrightarrow {v}}=(v_{1},\dots ,v_{n})\in R^{n}} - вектор који означава правац праве. Може се представити и као вектор између било које две произвољне али различите тачке праве. Ако тачке нису различите, овај вектор ће бити нула-вектор, што ће значити да је {\displaystyle a} у ствари само тачка {\displaystyle P}.
- {\displaystyle \lambda \in R} - параметар.

Параметарска једначина праве би изгледала овако:

{\displaystyle a_{1}=p_{1}+\lambda v_{1}\;;\;a_{2}=p_{2}+\lambda v_{2}\;;\;\dots \;;\;a_{n}=p_{n}+\lambda v_{n}}

Ако се параметар λ елиминише, добијају се канонске једначине праве:

{\displaystyle {\frac {a_{1}-p_{1}}{v_{1}}}={\frac {a_{2}-p_{2}}{v_{2}}}=\dots ={\frac {a_{n}-p_{n}}{v_{n}}}}

## Права и тачка у простору димензије 3 или веће
Рецимо да су дате једна тачка P и једна права a = A + αv при чему {\displaystyle P,A,{\overrightarrow {v}}\in R^{n}\;,\;\alpha \in R}. Могући положаји међу њима су:
- Тачка је ван праве, тј. не постоји α за које је
- Тачка је на правој, тј. постоји α за које је

### Растојање тачке од праве
Растојање тачке од праве се представља као дужина најкраћег пута од тачке до праве. Корисна је чињеница да је дужина овог пута једнака растојању између тачке P и њене пројекције P', на a. Ова тачка се налази преко чињеница да тачка P' припада правој и да је вектор PP' нормалан на вектор праве v.

{\displaystyle P'=A+\alpha v}

{\displaystyle {\overrightarrow {PP'}}\cdot v=0} (в. скаларни производ)

Одавде се да одредити вредност α и тада је P' = A+ αv. Растојање праве од тачке ће бити једнако растојању P од P' илити интензитету вектора PP' то јест {\displaystyle d(P,a)=|PP'|}. Уколико је вредност овог израза нула, то је још један начин за показивање да се тачка P налази на правој a.

### Растојање тачке од праве у R³
Специјално у {\displaystyle R^{3}} би важило:

{\displaystyle d(P,a)={\frac {|{\overrightarrow {AP}}\times v|}{|v|}}} (в. векторски производ и интензитет вектора).

## Две праве у простору димензије 3 или веће
Две праве a = A + αv и b = B + βu у {\displaystyle R^{n}} могу да заузимају следеће положаје, једна у односу на другу:
- могу бити идентичне, ако {\displaystyle (A\in b\lor B\in a)\land v=ku,k\in R\setminus \left\{0\right\}}.
- могу бити паралелне, ако {\displaystyle (A\notin b)\land v=ku,k\in R\setminus \left\{0\right\}}
- могу да се секу, уколико важи {\displaystyle v\neq ku,k\in R\setminus \left\{0\right\}} и једначина A + αv = B + βu има једнозначно решење по α и β. Тачка пресека I ће у овом случају бити -{I = A + αv = B + βu}
- могу бити мимоилазне, уколико важи {\displaystyle v\neq ku,k\in R\setminus \left\{0\right\}} али једначина -{A + αv = B + βu} нема решења.

Специјално у {\displaystyle R^{3}} се {\displaystyle v=ku,k\in R\setminus \left\{0\right\}} може заменити са {\displaystyle v\times u=0}.

### Растојање две паралелне праве
Растојање две паралелне праве се да одредити као растојање произвољне тачке P једне од две праве од њене пројекције P' на другу праву. Дакле рецимо да је P у ствари A од праве a. Сада се тражи њена пројекција {\displaystyle A'=B+k{\overrightarrow {v}},k\in R\;\land \;AA'\bot v}. Из ових услова се да наћи коефицијент k а са њиме је и A' одређено. Растојање између тачака A и A' ће бити једнако растојању међу паралелним правама a и b.

### Растојање две паралелне праве у R³
У тродимензионалном простору је овај поступак нешто лакши. Ако су две праве a и b са почетка поглавља паралелне, њихово растојање је једнако висини паралелограма кога граде вектори {\displaystyle {\overrightarrow {AB}}} и {\displaystyle {\overrightarrow {v}}}. Она се да добити као количник површине овог паралелограма (интензитет векторског производа) и интензитета вектора v.
{\displaystyle d(a,b)={\frac {|{\overrightarrow {AB}}\times {\overrightarrow {v}}|}{|{\overrightarrow {v}}|}}}

### Растојање две мимоилазне праве
Растојање две мимоилазне праве је у ствари минимално растојање између тачака које их чине. Један од начина да се оно нађе је да се представи вектор између њих, и потом нађе за које параметре правих ће његова величина бити минимална. Назовимо овај вектор w, и опште тачке правих a и b именима P и Q. Оне ће бити:

{\displaystyle P=A+\alpha v=(A_{1}+\alpha v_{1},A_{2}+\alpha v_{2},...,A_{n}+\alpha v_{n}),\alpha \in R}
{\displaystyle Q=B+\beta u,\beta \in R}

Интензитет вектора {\displaystyle {\overrightarrow {AB}}} ће бити {\displaystyle |{\overrightarrow {AB}}|=f(\alpha ,\beta )={\sqrt {(A_{1}+\alpha v_{1}-B_{1}-\beta u_{1})^{2}+\dots +(A_{n}+\alpha v_{n}-B_{n}-\beta u_{n})^{2}}}}. Како корен не утиче на вредност коју параметри α и β имају при максималној вредности израза, корен се овде може избацити. Следећи корак би било тражење првих извода израза {\displaystyle f(\alpha ,\beta )} по α и по β. Тако ће се добити систем од две једначине са две непознате, α и β, који се да решити.

{\displaystyle {\begin{cases}f(\alpha ,\beta )'_{\alpha }\\f(\alpha ,\beta )'_{\beta }\end{cases}}}

Када се одавде добијене вредности α и β врате у једначине правих a и b, резултујуће координате ће представљати тачке, назовимо их {\displaystyle P_{0}} и {\displaystyle Q_{0}}, чије растојање је минимално растојање између ове две праве.

{\displaystyle d(a,b)=d(P_{0},Q_{0})}.

### Растојање две мимоилазне праве у R³
Специјално у случају {\displaystyle R^{3}} је ситуација једноставнија и да се решити преко мешовитог производа. Ако су две праве са почетка поглавља, a и b, мимоилазне, онда ће важити {\displaystyle |[{\overrightarrow {AB}},{\overrightarrow {v}},{\overrightarrow {u}}]|\neq 0}, јер је то заправо запремина паралелопипеда које чине ова два вектора праве и вектор између њихове две произвољне тачке. Како је векторски производ {\displaystyle |u\times v|} површина основе овог паралелопипеда, а његова висина управо минимално растојање међу мимоилазним правама, може се рећи да је минимално растојање међу мимоилазним правама у {\displaystyle R^{3}}:

{\displaystyle d(a,b)={\frac {|[{\overrightarrow {AB}},{\overrightarrow {v}},{\overrightarrow {u}}]|}{|u\times v|}}}

## Полуправа
Нека је на правој a дата тачка O. Тада је за сваку другу тачку Z праве a:
O < Z, или Z < O
Ако је O < Z, онда није Z < O
За све тачке X ≠ O праве а скуп а без тачке O подијељен у две класе тачака, једну класу тачака чине тачке за које је X < O, а другу за које је O < Y.
За обе ове класе постоје тачке A и B такве да је A < O и O < B
Скуп тачака праве које леже са исте стране дате тачке O те праве називамо отворена полуправа, тачка O је почетак те полуправе. Ако отвореној полуправој прикључимо тачку O добијамо затворену полуправу. Свака тачка праве дели праву на две отворене и две затворене полуправе, за које кажемо да су супротне. Продужење дужи AB називамо ону полуправу праве AB којој је почетак тачка B, а којој припада тачка A. За две полуправе кажемо да имају исти смер ако се једна од тих полуправих садржи у другој, у противном имају супротан смер.